# Palana

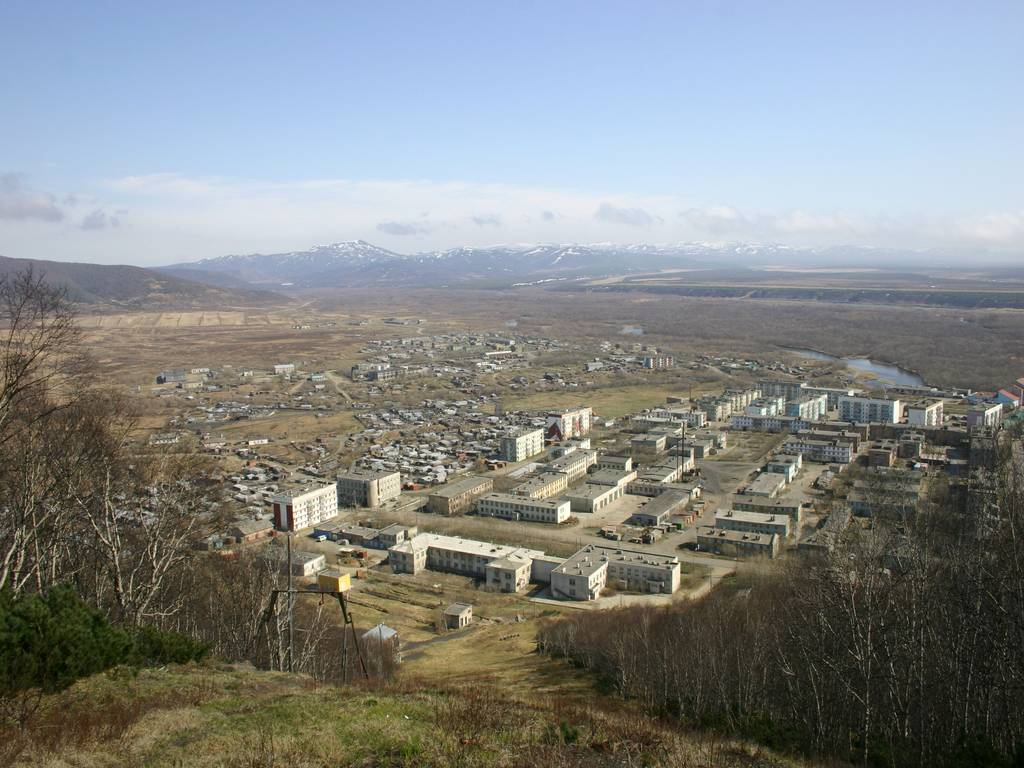
Vy över Palana.

Palana (ryska: Палана) är huvudort i okruget Korjakien (tidigare ett autonomt okrug) i Kamtjatka kraj på Kamtjatkahalvön i östra Ryssland och hade 3 007 invånare i början av 2015. Orten ligger på floden Palanas högra strand, åtta kilometer från Kamtjatkahalvöns västkust, vid Ochotska havet. Orten betjänas av en äldre och en nyare flygplats.